# Джамалуддін Аффенді
Джамал-уд-Дін Аффенді (23 червня 1908, Афганістан) - афганський хокеїст, що представляв Афганістан на літніх Олімпійських іграх 1936.
Захисник. Брав участь у змаганнях з хокею на траві.